# Jean Demannez
Pour les articles homonymes, voir Demannez.
Jean Demannez, né le 15 février 1949 à Etterbeek et mort le 1er décembre 2021 à Chaumont-Gistoux, est un homme politique belge, bourgmestre de Saint-Josse-ten-Noode dans la Région de Bruxelles-Capitale de 1999 à 2012.

## Biographie
Membre du Parti socialiste, Jean Demannez est élu échevin en janvier 1977 par le conseil communal de Saint-Josse-ten-Noode après les élections communales d'octobre 1976, ensuite après chaque scrutin communal, sans interruption jusqu'au décès, mi-mai 1999, de son prédécesseur Guy Cudell et devient le seizième premier magistrat de la commune.
Demannez est député régional bruxellois de 1989 à 2001 et président de la Compagnie intercommunale bruxelloise des Eaux.
Aux élections communales de 2012, Jean Demannez, tête de liste, obtient 1 215 voix tandis qu'Emir Kir, troisième sur la liste, en obtient 1 916 et revendique le maïorat de Saint-Josse-ten-Noode qu'il obtient après des négociations houleuses.

## Le jazz
Jean Demannez est passionné par le jazz. Après avoir créé le festival annuel Saint-Jazz-ten-Noode, il s'est lancé dans un projet d'un musée du jazz, la Jazz Station, devenu un centre vivant du jazz et l'un des clubs réputés de Bruxelles, dans le cadre d'une réhabilitation de l'ancienne gare de la chaussée de Louvain. Il a également donné à une nouvelle rue le nom d'un de ses amis décédés, Pol Lenders, qui était patron du Bierodrome, un café ixellois où se produisaient de nombreux jazzmen.